# Carles Vilariño-Güell
Carles Vilariño-Güell (Torelló, Osona, 20 de septiembre de 1977) es un biólogo y genetista español especializado en la identificación de genes que traen mutaciones responsables de la aparición de enfermedades neurológicas. Desarrolla su investigación científica en el Djavad Mowafaghian Center for Brain Health asociado a la Universidad de British Columbia (Vancouver, Canadá).
El año 2016 dirigió el descubrimiento de la primera mutación genética hereditaria relacionada con la esclerosis múltiple, que hace que sus portadores aumenten hasta el 70% la posibilidad de desarrollar la enfermedad. El origen está en la mutación  del gen NR1H3, que se debe a que la arginina muta en glutamina, originando esta mutación una mala funcionalidad de la proteína LXRA expresada por el gen ‘NR1H3’.
La acción del NR1H3 mutado se manifiesta en una respuesta inflamatoria intensificada del sistema inmunitario, una desmielinización crónica, y como consecuencia, una pérdida neuronal y un carácter progresivo de la enfermedad.

## Trabajos publicados
- Nuclear Receptor NR1H3 in Familial Multiple Sclerosis. Neuron, June 1, 2016
- Genetic variants in IL2RA and IL7R affect multiple sclerosis disease risk and progression. Neurogenetics, April 2014
- Progressive multiple sclerosis does not associate with rs996343 and rs2046748. Multiple Sclerosis, December 2013
- Analysis of CYP27B1 in multiple sclerosis. Journal of Neuroimmunology, November 2013
- DNAJC13 mutations in Parkinson disease.Human Molecular Genetics, November 2013
- Identification of FUS p.R377W in essential tremor. European Journal of Neurology, July 2013
- VPS35 mutations in Parkinson disease. American Journal of Human Genetics, July 2011
- Translation initiator EIF4G1 mutations in familial Parkinson disease. American Journal of Human Genetics, September 2011
- Association of LRRK2 exonic variants with susceptibility to Parkinson's disease: a case-control study. Lancet Neurology, October 2011
- DCTN1 mutations in Perry syndrome. Nature Genetics, February 2009
- A genetic risk factor for periodic limb movements in sleep. New England Journal of Medicine, January 2008